# Djérem (rzeka)
Djérem – rzeka w Kamerunie. Ma szereg potoków źródłowych na wyżynie w okolicy Ngaoundéré. Płynie przeważnie w kierunku południowozachodnim do Tibati, skręca na południowy wschód i na zachód od Deng Deng wraz z 
Lom tworzy Sanagę. Rzeka płynie przez park narodowy Park Narodowy Mbam-Djérem.
Koło Tibati Djérem została spiętrzona i powstał sztuczny zbiornik wodny Lac de Mbakaou. Jego energia jest jednak od lat niewykorzystana, ponieważ monopolista, firma AES Sonel używa tamy wyłącznie do regulacji poziomu wody w zbiornikach Song Loulou i Edea w pobliżu stolicy kraju Jaunde, ponieważ inwestycja w budowę i uruchomienie elektrowni wodnej nie dałaby północnoamerykańskiemu inwestorowi wystarczających zysków.